# FIVB World Tour 2011 der Frauen
Die FIVB World Tour 2011 der Frauen bestand aus 15 Beachvolleyball-Turnieren, von denen sechs als Grand Slam und acht als Open ausgetragen wurden. Dazu kam die Weltmeisterschaft, die vom 13. bis zum 19. Juni in Rom stattfand.

## Turniere
Die Serie begann am 18. April in Brasília und endete am 6. November auf der Insel Phuket in Thailand. Weitere Open gab es in Sanya, Shanghai, Mysłowice, Québec, Åland und Den Haag. Peking, Stavanger, Gstaad, Moskau, Stare Jabłonki und Klagenfurt richteten die Grand Slams aus. Die ursprünglich geplante Veranstaltung in Kristiansand wurde abgesagt.

### Brasilia Open (18. bis 23. April)
| Platz | Team                                 |
| ----- | ------------------------------------ |
| 1     | Larissa França / Juliana Silva       |
| 2     | Misty May-Treanor / Kerri Walsh      |
| 3     | Jennifer Kessy / April Ross          |
| 4     | Lauren Fendrick / Brooke Hanson      |
| 5     | Sara Goller / Laura Ludwig           |
| 5     | Maria Antonelli / Talita Antunes     |
| 7     | Xue Chen / Zhang Xi                  |
| 7     | Doris Schwaiger / Stefanie Schwaiger |

Auch in diesem Jahr startete die Tour in der Hauptstadt Brasiliens. In der deutschen Country Quota bezwangen Karla Borger und Britta Büthe zunächst Geeske Banck/Anja Günther und anschließend Stefanie Hüttermann/Anni Schumacher, ehe in der ersten Runde der Qualifikation für sie das Turnier beendet war. Im Hauptfeld verloren Julia Sude und Jana Köhler gleich ihre ersten beiden Partien. Katrin Holtwick und Ilka Semmler siegten dagegen in der ersten Runde, verloren anschließend jedoch gegen die an Nummer zwei gesetzten Xue Chen und Zhang Xi. Nach dem Sieg über die Russinnen Ryabova/Ushkova kam das Aus für die Vizeeuropameisterinnen des Vorjahres gegen die amtierenden Weltmeisterinnen Jennifer Kessy und April Ross. Die beiden bezwangen anschließend die österreichischen Schwestern Doris und Stefanie Schwaiger, die nach drei Siegen und zwei Niederlagen auf den siebten Platz kamen. Von den deutschen Paaren überstanden nur Sara Goller und Laura Ludwig ungeschlagen die ersten drei Runden. Danach verloren sie jedoch gegen die topgesetzten Larissa und Juliana und anschließend gegen Fendrick und Hanson und belegten damit den fünften Platz. Im Halbfinale besiegten Larissa und Juliana die US-Amerikanerinnen Kessy/Ross, während die Doppelolympiasiegerinnen Kerri Walsh und Misty May-Treanor sich gegen ihre Landsfrauen Fendrick/Hanson durchsetzen konnten. Die amtierenden Weltmeisterinnen gewannen das Spiel um den dritten Platz, während die Doppelweltmeisterinnen in ihrem ersten gemeinsamen Turnier der Weltserie nach der Babypause von Walsh im Finale den Südamerikanerinnen unterlagen. So sind Larissa und Juliana wie im Vorjahr die ersten Goldmedaillengewinner der FIVB Tour 2011.

### Sanya Open (26. April bis 1. Mai)
| Platz | Team                                 |
| ----- | ------------------------------------ |
| 1     | Larissa França / Juliana Silva       |
| 2     | Xue Chen / Zhang Xi                  |
| 3     | Maria Antonelli / Talita Antunes     |
| 4     | Misty May-Treanor / Kerri Walsh      |
| 5     | Doris Schwaiger / Stefanie Schwaiger |
| 5     | Angela Akers / Nicole Branagh        |
| 7     | Jennifer Kessy / April Ross          |
| 7     | Tamsin Hinchley / Alice Rohkamper    |

Angelina Grün und Rieke Brink-Abeler besiegten in der deutschen Country Quota zunächst Geeske Banck/Anja Günther und anschließend Karla Borger/Britta Büthe. In der ersten Runde der Qualifikation hatten die neunmalige Hallenvolleyballerin des Jahres und ihre Partnerin ein Freilos, im zweiten Durchgang bezwangen sie die Spanierinnen Campisi/Hopf. Danach kam jedoch das Aus gegen die Niederländerinnen Van der Hoeven und Van der Vlis. Die an Nummer vier gesetzten Goller und Ludwig verloren ihre ersten beiden Partien. Als einziges deutsches Paar waren nach ihrer Erstrundenniederlage gegen Walsh und May-Treanor und nach ihrem Sieg über ihre deutschen Landsfrauen Holtwick und Semmler, die damit auch ihr zweites Spiel verloren hatten, Julia Sude und Jana Köhler nach zwei Begegnungen noch im Wettbewerb vertreten. Sie unterlagen jedoch anschließend Kessy/Ross. Besser machten es die österreichischen Schweiger Schwestern, die nach ihrer Niederlage in der ersten Runde die folgenden fünf Partien gewannen, danach von Walsh und May-Treanor bezwungen wurden und den fünften Platz im Gesamtklassement belegten. Die amerikanischen Weltmeisterinnen und Olympiasiegerinnen mussten verletzungsbedingt gegen die Chinesinnen Xue Chen/Zhang Xi aufgeben, die sich im Finale Larissa und Juliana geschlagen geben mussten. Die Bronzemedaille sicherten sich kampflos Talita und Antonelli.

### Shanghai Open (3. bis 8. Mai)
| Platz | Team                                 |
| ----- | ------------------------------------ |
| 1     | Sanne Keizer / Marleen Van Iersel    |
| 2     | Jennifer Kessy / April Ross          |
| 3     | Doris Schwaiger / Stefanie Schwaiger |
| 4     | Lauren Fendrick / Brooke Hanson      |
| 5     | Larissa França / Juliana Silva       |
| 5     | Maria Antonelli / Talita Antunes     |
| 7     | Xue Chen / Zhang Xi                  |
| 7     | Greta Cicolari / Marta Menegatti     |

Im dritten Turnier der Saison siegten Grün und Brink-Abeler zunächst über Borger und Büthe, unterlagen anschließend Geeske Banck und Anja Günther, die in der ersten Runde der Hauptqualifikation ein Freilos erhielten, jedoch ihre nächste Partie verloren. Wie schon in Sanya konnten auch diesmal Holtwick und Semmler ihre ersten beiden Spiele nicht gewinnen. Ebenfalls wie beim vorigen Event konnten Köhler und Sude nur eine ihrer drei ersten Begegnungen für sich entscheiden und belegten abschließend den 17. Platz. Neunte wurden Goller und Ludwig, die nach zwei Siegen ihre nächsten beiden Partien verloren. Besser machten es Doris und Stefanie Schwaiger, die in der dritten Gewinnerrunde das beste deutsche Team besiegt hatten. Nach ihrer Niederlage gegen Fendrick und Hanson schalteten die Österreicherinnen die an Nummer eins gesetzten Brasilianerinnen Larissa und Juliana aus. Auch ein weiteres europäisches Paar kam ins Halbfinale. Die Niederländerinnen Sanne Keizer und Marleen Van Iersel schlugen auf ihrem Weg in die Vorschlussrunde unter anderem die an Zwei gesetzten Xu und Zhang Xi aus dem Gastgeberland sowie das brasilianische Duo Talita und Antonelli, die Nummer drei der Setzliste. Das andere Semifinale erreichten Fendrick/Hanson und Kessy/Ross. Die Weltmeisterinnen besiegten ihre US-amerikanischen Landsfrauen, verloren jedoch das Endspiel gegen Keizer und van Iersel, die zuvor die Österreicherinnen besiegt hatten. Die Schwestern aus der Alpenrepublik sicherten sich die Bronzemedaille

### Mysłowice Open (17. bis 22. Mai)
| Platz | Team                                 |
| ----- | ------------------------------------ |
| 1     | Sanne Keizer / Marleen Van Iersel    |
| 2     | Greta Cicolari / Marta Menegatti     |
| 3     | Jennifer Kessy / April Ross          |
| 4     | Sara Goller / Laura Ludwig           |
| 5     | Maria Antonelli / Talita Antunes     |
| 5     | Maria Clara Salgado / Carol Solberg  |
| 7     | Doris Schwaiger / Stefanie Schwaiger |
| 7     | Brittany Hochevar / Kerri Walsh      |

Die in der Weltrangliste führenden Larissa und Juliana zogen ihre Meldung für das Turnier in Polen zurück, Misty May-Treanor musste aus Verletzungsgründen absagen. Daher trat Kerri Walsh mit Brittany Hochevar an. Die beiden überstanden die Qualifikation und erkämpften sich im Hauptwettbewerb nach drei Siegen und zwei Niederlagen den siebten Platz. In der deutschen Country Quota und in der ersten Qualifikationsrunde erhielten Banck und Günther ein Freilos. Nach dem Gewinn des nächsten Spiels verloren sie gegen die Brasilianerinnen Renata und Lese Lima. Karla Borger und Britta Büthe besiegten zunächst ihre Landsfrauen Hüttermann und Schumacher. Nach drei weiteren Erfolgen erreichten sie das Hauptfeld, wo sie ebenso wie Jana Köhler und Julia Sude ihre erste Begegnung verloren, anschließend zwei Mal gewannen und nach Niederlagen in der folgenden Runde den dreizehnten Platz belegten. Die Schweizerinnen Simone Kuhn und Nadine Zumkehr, die Köhler und Sude besiegt hatten, scheiterten im Achtelfinale an den Österreicherinnen Stefanie und Doris Schwaiger. Die wiederum unterlagen den an Position eins gesetzten Talita und Antonelli und erreichten den siebten Platz. Dem deutschen Topduo Ludwig und Goller gelangen vier Siege in Folge, ehe sie im Halbfinale gegen die Italienerinnen Cicolari/Menegatti verloren, die davor Talita und Antonelli bezwungen hatten. Ebenfalls ins Finale gelangten die Shanghai Open Siegerinnen Sanne Keizer und Marleen van Iersel, die in der dritten Gewinnerrunde den Italienerinnen unterlagen. Anschließend besiegten die Niederländerinnen die US-Amerikanerinnen Akers/Branagh und deren Landsfrauen Hochevar/Walsh sowie die brasilianischen Salgado-Schwestern, ehe sie im Halbfinale auch die Weltmeisterinnen Kessy und Ross aus den Vereinigten Staaten bezwangen, die sich im Kampf um die Bronzemedaille gegen das deutsche Duo durchsetzten. Keizer/Van Iersel revanchierten sich im Endspiel für die zuvor erlittene Niederlage und gewannen ihr zweites Turnier in Folge.

### Grand Slam in Peking (6. bis 11. Juni)
| Platz | Team                                |
| ----- | ----------------------------------- |
| 1     | Misty May-Treanor / Kerri Walsh     |
| 2     | Katrin Holtwick / Ilka Semmler      |
| 3     | Jennifer Kessy / April Ross         |
| 4     | Greta Cicolari / Marta Menegatti    |
| 5     | Maria Antonelli / Talita Antunes    |
| 5     | Maria Clara Salgado / Carol Solberg |
| 5     | Xue Chen / Zhang Xi                 |
| 5     | Simone Kuhn / Nadine Zumkehr        |

Eine deutsche Country Quota war nicht notwendig, da die zunächst gemeldeten Banck/Günther nicht antraten und Brink-Abeler/Grün eine Wildcard für das Hauptfeld erhielten. So mussten von den Paaren aus der Bundesrepublik nur Borger/Büthe in die Qualifikation, die sie ohne Niederlage überstanden. Nach ihrem einzigen Erfolg in der Gruppenphase über Köhler/Sude, die das Turnier sieglos beendeten, bezwangen sie in der ersten Runde die an zehn gesetzten Cunha/Lima aus Brasilien. Danach scheiterten sie im Achtelfinale an Kuhn und Zumkehr aus der Schweiz. Die Eidgenossinnen unterlagen anschließend im Viertelfinale May-Treanor/Walsh und belegten den geteilten fünften Platz. Brink-Abeler/Grün eliminierten im entscheidenden Spiel um den dritten Platz in ihrem Pool die Siegerinnen der letzten beiden Turniere Keizer/Van Iersel, schieden jedoch in der ersten Hauptrunde aus dem Turnier aus. Laura Ludwig und Sara Goller überstanden die Gruppenphase ohne Niederlage, wie in Polen wurden sie jedoch von Cicolari/Menegatti bezwungen, diesmal kam das Aus für die Deutschen schon im Achtelfinale. Wie Borger/Büthe belegten Ludwig/Goller im Gesamtklassement den neunten Platz. Katrin Holtwick und Ilka Semmler erreichten nur auf Grund des direkten Vergleichs gegen die Griechinnen Tsiartsiani/Arvaniti die erste Runde. Anschließend besiegten die Deutschen die top-gesetzten Larissa und Juliana, die an Nummer sechs gelisteten Schwaiger-Schwestern und die Nummer zwei Antonelli und Talita. Die italienischen Silbermedaillengewinnerinnen der Myslowice Open wurden im Halbfinale mit 2:0 Sätzen bezwungen. Im anderen Semifinale setzten sich die Doppelolympiasiegerinnen gegen die amtierenden Weltmeisterinnen durch. Kessy und Ross sicherten sich anschließend die Bronzemedaille nach dem Sieg über Cicolari/Menegatti. Das Finale gewannen May-Treanor/Walsh gegen Holtwick/Semmler in drei Sätzen und erreichten damit ihren ersten Titel des Jahres 2011.

### Weltmeisterschaft in Rom (13. bis 19. Juni)
siehe auch Hauptartikel Beachvolleyball-Weltmeisterschaft 2011
| Platz | Team                             |
| ----- | -------------------------------- |
| 1     | Larissa França / Juliana Silva   |
| 2     | Misty May-Treanor / Kerri Walsh  |
| 3     | Xue Chen / Zhang Xi              |
| 4     | Hana Klapalová / Lenka Háječková |
| 5     | Maria Antonelli / Talita Antunes |
| 5     | Jana Köhler / Julia Sude         |
| 5     | Lauren Fendrick / Brooke Hanson  |
| 5     | Jennifer Kessy / April Ross      |

Vorrunde im Poolsystem Gegen die Kanadierinnen Lessard/Martin gewannen Brink-Abeler/Grün zwar in der Hauptstadt Italiens mit 2:1, auf Grund ihrer 0:2 Niederlagen gegen ihre deutschen Mitkonkurrentinnen Holtwick und Semmler und Lima/Vivien aus Brasilien hatten sie als Gruppendritte jedoch nur einen Satzquotienten von 0.400, der das Aus bedeutete. Besser machten es Banck/Günther mit ebenfalls nur einem 2:1-Erfolg gegen Wesselink/Meppelink aus den Niederlanden und dem 1:2 gegen Goller/Ludwig sowie dem 0:2 gegen Bawden/Palmer aus Australien. Dies bedeutete einen Satzquotienten von 0.600 und damit das Weiterkommen. Mit jeweils zwei Siegen erreichten die übrigen deutschen Paarungen die Runde der besten 32. Köhler/Sude bezwangen Orsi Toth/Benazzi aus Italien und Kadijk R.-Mooren aus den Niederlanden mit 2:0 Sätzen, ehe sie gegen die topgesetzten Larissa und Juliana mit 0:2 verloren. Goller/Ludwig unterlagen nach dem Erfolg über ihre deutschen Gegnerinnen den Australierinnen in ihrem Pool mit 0:2, besiegten jedoch anschließend die Niederländerinnen mit 2:1. Holtwick/Semmler gewannen neben dem innerdeutschen Duell auch die Begegnung gegen die Kanadierinnen mit 2:0, gegen die Brasilianerinnen gab es jedoch eine Niederlage mit dem gleichen Satzergebnis. Kuhn und Zumkehr bezwangen die Britinnen Mullin/Dampney mit 2:0 sowie die Mexikanerinnen Candelas/Garcia mit 2:1. Anschließend verloren die Schweizerinnen gegen die Chinesinnen Xue Chen/Zhang Xi mit 1:2 und erreichten damit ebenso die erste Hauptrunde wie die österreichischen Schwaiger Schwestern nach 2:0 Siegen über Y. Huang/Yue Y. aus China und die Australierinnen Cook/West und einer 0:2-Niederlage gegen Arvaniti/Tsiartsiani aus Griechenland. Nur Vierte in ihrem Pool wurden die Österreicherinnen Hansel/Montagnoli, obwohl sie das zweite Schweizer Duo Graessli/Goricanec mit 2:1 besiegt hatten, aber von drei Teams mit nur einem Erfolg den schlechtesten Punktquotienten in den Spielen gegeneinander hatten. Die Eidgenossinnen dagegen konnten sich als Gruppendritte für die nächste Runde qualifizieren.
Hauptrunde Banck und Günther verabschiedeten sich aus dem Turnier mit einer 0:2-Niederlage gegen Xue Chen/Zhang Xi, die anschließend auch Cicolari/Menegatti und die an zwei gesetzten Talita/Antonelli bezwangen. Die besiegten im Achtelfinale Schwaiger/Schwaiger, die zuvor Kuhn/Zumkehr eliminiert hatten. Für das andere Schweizer Paar Graessli/Goricanec war die erste Hauptrunde nach der Niederlage gegen Larissa und Juliana Endstation. Mit dem Erfolg über die Russinnen Ukolova/Khomyakova kamen Goller und Ludwig eine Runde weiter, ehe sie von Walsh und May-Treanor bezwungen wurden. Ebenfalls im Achtelfinale scheiterten Holtwick/Semmler an Kessy/Ross, zuvor hatten die Deutschen Gielen/Mouha aus Belgien besiegt. Das erfolgreichste deutsche Frauenteam dieser Weltmeisterschaft hieß Jana Köhler und Julia Sude. Den amtierenden deutschen Meisterinnen gelangen Siege gegen die finnischen Nyström Zwillinge Emilia und Erika und die an Nummer vier gelisteten Keizer/Van Iersel aus den Niederlanden, ehe sie gegen Klapalova/Hajeckova aus Tschechien unterlagen. Im Halbfinale konnten sich Larissa und Juliana gegen die Mitteleuropäerinnen durchsetzen. Das andere Semifinale gewannen die Doppelweltmeisterinnen Walsh und May-Treanor, die zuvor im US-amerikanischen Duell die amtierenden Weltmeisterinnen Kessy und A. Ross ausgeschaltet hatten, gegen Xue Chen/Zhang Xi. Die Chinesinnen setzten sich anschließend im Spiel um den dritten Platz durch. Zum ersten Mal die Goldmedaille bei einer WM gewannen Larissa und Juliana nach ihrem 2:1-Erfolg über Walsh und May-Treanor.

### Grand Slam in Stavanger (27. Juni bis 2. Juli)
| Platz | Team                                  |
| ----- | ------------------------------------- |
| 1     | Jennifer Kessy / April Ross           |
| 2     | Sara Goller / Laura Ludwig            |
| 3     | Larissa França / Juliana Silva        |
| 4     | Sanne Keizer / Marleen Van Iersel     |
| 5     | Barbara Hansel / Sara Montagnolli     |
| 5     | Maria Tsiartsiani / Vasiliki Arvaniti |
| 5     | Greta Cicolari / Marta Menegatti      |
| 5     | Misty May-Treanor / Kerri Walsh       |

In der deutschen Country Quota siegten Borger/Büthe gegen Banck/Günther, während Köhler/Sude sich gegen Hüttermann/Schumacher durchsetzten. Beide Siegerteams überstanden auch die erste Qualifikationsrunde, das anschließende innerdeutsche Duell gewannen Julia Sude und Jana Köhler, die die Gruppenphase überstanden, jedoch in der ersten Hauptrunde ebenso wie Schwaiger/Schwaiger aus Österreich scheiterten. Besser machten es deren Landsfrauen Hansel/Montagnolli, die zunächst Kuhn/Zumkehr aus der Schweiz und anschließend die Deutschen Holtwick/Semmler besiegten, im Viertelfinale jedoch den brasilianischen Weltmeisterinnen unterlagen. Goller/Ludwig blieben in ihrem Pool ungeschlagen und setzten sich danach gegen Maria Clara und Carol durch. Anschließend wurden Arvaniti/Tsiartsiani ebenso bezwungen wie in der Vorschlussrunde Larissa und Juliana. Im Finale trafen die beiden Deutschen auf Jennifer Kessy und April Ross, die sich zuvor gegen Keizer/Van Iersel durchgesetzt hatten. Auch das sechste Endspiel ihrer Karriere konnten Sara Goller und Laura Ludwig nicht für sich entscheiden. Die US-Amerikanerinnen gewannen die Goldmedaille in Norwegen, Bronze erhielten Larissa und Juliana nach ihrem Sieg über die Niederländerinnen im Spiel um den dritten Platz.

### Grand Slam in Gstaad(4. bis 9. Juli)
| Platz | Team                              |
| ----- | --------------------------------- |
| 1     | Larissa França / Juliana Silva    |
| 2     | Xue Chen / Zhang Xi               |
| 3     | Greta Cicolari / Marta Menegatti  |
| 4     | Maria Antonelli / Talita Antunes  |
| 5     | Taiana Lima / Vivian Cunha        |
| 5     | Sanne Keizer / Marleen Van Iersel |
| 5     | Simone Kuhn / Nadine Zumkehr      |
| 5     | Misty May-Treanor / Kerri Walsh   |

In der deutschen Vorausscheidung siegten Hüttermann/Schumacher gegen Banck/Günther und verloren dann gegen Borger/Büthe, die auch die Qualifikation erfolgreich beendeten. Die vier verbliebenen deutschen Teams überstanden allesamt die Gruppenphase, verloren jedoch ihr erstes Spiel in der Hauptrunde. Goller/Ludwig scheiterten ebenso in Runde 1 wie Köhler/Sude. Borger/Büthe und Holtwick/Semmler als Gewinner ihres Pools mussten erst im Achtelfinale antreten, konnten dort ebenfalls ihre Spiele nicht siegreich beenden. Auch die österreichischen Paare Hansel/Montagnolli und Schwaiger/Schwaiger verloren ihr erstes Spiel der Hauptrunde und belegten im Gesamtklassement den 17. Platz. Nadine Zumkehr und Simone Kuhn gewannen ihre Vorrundengruppe und ihr Achtelfinale, unterlagen anschließend jedoch Larissa und Juliana, die im Semifinale auch Cicolari/Menegatti bezwangen. Das Endspiel gewannen die Weltmeisterinnen gegen Xue Chen/Zhang Xi, die zuvor Talita und Antonelli eliminiert hatten. Die Brasilianerinnen verloren auch das kleine Finale gegen die Italienerinnen.

### Grand Slam in Moskau (11. bis 16. Juli)
| Platz | Team                             |
| ----- | -------------------------------- |
| 1     | Misty May-Treanor / Kerri Walsh  |
| 2     | Larissa França / Juliana Silva   |
| 3     | Xue Chen / Zhang Xi              |
| 4     | Greta Cicolari / Marta Menegatti |
| 5     | Katrien Gielen / Liesbeth Mouha  |
| 5     | Sara Goller / Laura Ludwig       |
| 5     | Maria Antonelli / Talita Antunes |
| 5     | Simone Kuhn / Nadine Zumkehr     |

Borger/Büthe überstanden die Qualifikation mit zwei Siegen, während die beiden österreichischen Paare ausschieden. In der Gruppenphase konnten sich alle vier deutschen Paare sowie das Schweizer Paar Kuhn/Zumkehr für die Hauptrunde qualifizieren, Goller/Ludwig als Gruppenerste sogar direkt für Runde zwei. In Runde eins kam für Köhler/Sude, Holtwick/Semmler und Borger/Büthe das Aus, während Kuhn/Zumkehr in Runde zwei einzogen. Sowohl Goller/Ludwig als auch Kuhn/Zumkehr erreichten das Viertelfinale, wo nach Niederlagen gegen die Brasilianerinnen Larissa/Juliana bzw. die Italienerinnen Cicolari/Menegatti das Aus kam. Turniersieger wurden die US-Amerikanerinnen May-Treanor/Walsh nach einem 2:0 im Endspiel über Larissa/Juliana. Platz drei holten sich die Chinesinnen Xue Chen/Zhang Xi durch ein 2:1 über Cicolari/Menegatti.

### Québec Open (18. bis 24. Juli)
| Platz | Team                                |
| ----- | ----------------------------------- |
| 1     | Maria Antonelli / Talita Antunes    |
| 2     | Maria Clara Salgado / Carol Solberg |
| 3     | Taiana Lima / Vivian Cunha          |
| 4     | Liliana Fernández / Elsa Baquerizo  |
| 5     | Natalie Cook / Tamsin Hinchley      |
| 5     | Bibiana Candelas / Mayra García     |
| 7     | Heather Bansley / Elizabeth Maloney |
| 7     | Jennifer Kessy / April Ross         |

Nach der Trennung von Anja Günther trat Geeske Banck mit Christine Aulenbrock an. Das einzige deutsche Paar gewann sein Auftaktspiel, verlor jedoch die beiden folgenden Begegnungen ebenso wie Doris und Stefanie Schwaiger aus Österreich. Aus der Schweiz war kein Duo in Kanada am Start. Das Halbfinale erreichten drei brasilianische Paare. Talita/Antonelli schalteten zunächst ihre Landsfrauen Lima/Vivien aus und siegten anschließend im Finale gegen die Salgado-Schwestern, die im anderen Semifinale Liliana/Baquerizo bezwungen hatten. Die Spanierinnen verloren auch das Spiel um die Bronzemedaille.

### Mazuri Grand Slam in Stare Jabłonki (25. bis 30. Juli)
| Platz | Team                               |
| ----- | ---------------------------------- |
| 1     | Larissa França / Juliana Silva     |
| 2     | Jennifer Kessy / April Ross        |
| 3     | Maria Antonelli / Talita Antunes   |
| 4     | Xue Chen / Zhang Xi                |
| 5     | Liliana Fernández / Elsa Baquerizo |
| 5     | Katrin Holtwick / Ilka Semmler     |
| 5     | Angela Akers / Nicole Branagh      |
| 5     | Misty May-Treanor / Kerri Walsh    |

Banck/Aulenbrock besiegten in ihrem zweiten gemeinsamen FIVB Turnier in der deutschen Vorausscheidung Brink-Abeler/Grün, unterlagen danach jedoch Borger/Büthe, die wie in Moskau die Qualifikation und die Gruppenphase überstanden. Im innerdeutschen Duell schlugen sie anschließend Köhler/Sude, während Holtwick/Semmler ebenfalls ihr Spiel der ersten Hauptrunde gewannen und Goller/Ludwig als Poolerste in Runde zwei kamen. Die Schwaiger Schwestern aus Österreich schieden ebenso in ihrem Pool aus wie die Schweizerinnen Heidrich/Forrer, deren Landsfrauen Kuhn/Zumkehr scheiterten in der ersten Hauptrunde. Von den deutschen Paaren erreichten nur Holtwick/Semmler das Viertelfinale, dort gab es eine Niederlage gegen Talita/Antonelli. Weitere Duos im Halbfinale waren die Chinesinnen Xue Chen/Zhang Xi, die amtierenden Weltmeisterinnen sowie Jennifer Kessy und April Ross, die im Duell der Exwelttitelträger ihre US-amerikanischen Landsfrauen May-Treanor/Walsh eliminiert hatten. Während die Sportlerinnen aus den Vereinigten Staaten Antonelli und Talita besiegten, setzten sich deren Landsfrauen Larissa und Juliana gegen die Asiatinnen durch und gewannen auch das anschließende Finale. Antonelli und Talita behielten im Kampf um den dritten Platz die Oberhand.

### Grand Slam in Klagenfurt (1. bis 6. August)
| Platz | Team                                |
| ----- | ----------------------------------- |
| 1     | Misty May-Treanor / Kerri Walsh     |
| 2     | Xue Chen / Zhang Xi                 |
| 3     | Sanne Keizer / Marleen Van Iersel   |
| 4     | Maria Antonelli / Talita Antunes    |
| 5     | Maria Clara Salgado / Carol Solberg |
| 5     | Kristýna Kolocová / Markéta Sluková |
| 5     | Liliana Fernández / Elsa Baquerizo  |
| 5     | Lauren Fendrick / Brooke Hanson     |

Nach ihrem Erfolg in der deutschen Country Quota über Banck/Günther scheiterten Borger/Büthe in der zweiten Qualifikationsrunde. Im Hauptwettbewerb schieden Holtwick/Semmler und das österreichische Team Rimser/Pichler als Letzte ihres Pools aus. In der ersten Hauptrunde unterlagen deren Landsfrauen Hansel/Montagnoli den US-Amerikanerinnen Fendrick/Hanson, während Köhler/Sude von den Schweizerinnen Kuhn/Zumkehr besiegt wurden. Außerdem erreichten aus dem deutschsprachigen Raum noch Goller/Ludwig nach ihrem Sieg über die Griechinnen Arvaniti/Tsiartsiani sowie die als Gruppenerste direkt qualifizierten Schwaiger Schwestern aus Österreich das Achtelfinale. Alle drei Duos verloren jedoch ihre nächsten Spiele. Im Halbfinale trafen Xue Chen/Zhang Xi auf Talita/Antonelli und May-Treanor/Walsh auf Keizer/Van Iersel. Während die Asiatinnen die Südamerikanerinnen bezwangen, setzten sich die US-Amerikanerinnen gegen die Europäerinnen durch und besiegten im Endspiel auch die Chinesinnen. Den dritten Platz belegten die Niederländerinnen nach ihrem Sieg über die Brasilianerinnen.

### Åland Open (15. bis 20. August)
| Platz | Team                                |
| ----- | ----------------------------------- |
| 1     | Xue Chen / Zhang Xi                 |
| 2     | Misty May-Treanor / Kerri Walsh     |
| 3     | Larissa França / Juliana Silva      |
| 4     | Maria Antonelli / Talita Antunes    |
| 5     | Maria Clara Salgado / Carol Solberg |
| 5     | Jana Köhler / Julia Sude            |
| 7     | Sara Goller / Laura Ludwig          |
| 7     | Jennifer Kessy / April Ross         |

Geeske Banck bezwang zusammen mit Katharina Schillerwein in der deutschen Vorausscheidung ihre ehemalige Partnerin Anja Günther, die mit Melanie Gernert ein Duo bildete. Anschließend eliminierten die Siegerinnen auch Hüttermann/Schumacher, ehe in der zweiten Qualifikationsrunde das Aus kam. Auch Doris und Stefanie Schwaiger überstanden die Qualifikation nicht. Hansel/Montagnoli gewannen nach ihrer Auftaktniederlage im Hauptfeld die folgenden beiden Spiele und wurden Dreizehnte. Die verbliebenen drei deutschen und das einzige Schweizer Duo gewannen jeweils ihre ersten Spiele. Während Kuhn/Zumkehr und Holtwick/Semmler ihre folgenden Begegnungen verloren und den geteilten siebzehnten Platz im Gesamtklassement belegten, gewannen Köhler/Sude und Goller/Ludwig auch ihr zweites Spiel. In der dritten Runde verloren beide Teams, gewannen anschließend ihr erstes Match der Loserrunde und standen sich in der folgenden Partie gegenüber. Jana Köhler und Julia Sude konnten sich in diesem innerdeutschen Duell durchsetzen, verloren jedoch im Kampf um den Einzug ins Halbfinale gegen May-Treanor/Walsh, die danach auch Talita/Antonelli bezwangen und erst im Endspiel Xue Chen/Zhang Xi unterlagen. Larissa und Juliana, die in der Vorschlussrunde von den Chinesinnen besiegt worden waren, schlugen im brasilianischen Duell um die Bronzemedaille Antonelli und Talita.

### Den Haag Open (23. bis 28. August)
| Platz | Team                                  |
| ----- | ------------------------------------- |
| 1     | Larissa França / Juliana Silva        |
| 2     | Misty May-Treanor / Kerri Walsh       |
| 3     | Maria Antonelli / Talita Antunes      |
| 4     | Xue Chen / Zhang Xi                   |
| 5     | Maria Tsiartsiani / Vasiliki Arvaniti |
| 5     | Jennifer Kessy / April Ross           |
| 7     | Liliana Fernández / Elsa Baquerizo    |
| 7     | Hana Klapalová / Lenka Háječková      |

Wegen der gleichzeitig stattfindenden nationalen Meisterschaften waren keine deutschen Paare am Start. Die Schweizer Kayser/Heidrich und Graessli/Goricanec scheiterten ebenso in der Qualifikation wie die  österreichischen Duos Rimser/Swoboda und Teufl/Klopf. Deren Landsfrauen Hansel/Montagnolli gewannen ein Spiel im Hauptwettbewerb. Das reichte für den siebzehnten Platz. Die Eidgenossinnen Kuhn/Zumkehr gewannen ihre ersten beiden Spiele. Nach zwei Niederlagen in den beiden folgenden Begegnungen wurden die Beachvolleyballerinnen aus der Alpenrepublik Neunte im Gesamtklassement. Im Halbfinale trafen die vier topgesetzten Teams aufeinander. May-Treanor/Walsh bezwangen Antonelli/Talita, während Xue Chen/Zhang Xi an Larissa und Juliana scheiterten. Das Endspiel und die Begegnung um den dritten Platz entschieden die brasilianischen Duos für sich.

### Thailand Open (1. bis 6. November)
| Platz | Team                                |
| ----- | ----------------------------------- |
| 1     | Xue Chen / Zhang Xi                 |
| 2     | Jennifer Kessy / April Ross         |
| 3     | Greta Cicolari / Marta Menegatti    |
| 4     | Louise Bawden / Becchara Palmer     |
| 5     | Katrien Gielen / Liesbeth Mouha     |
| 5     | Lauren Fendrick / Brooke Hanson     |
| 7     | Taiana Lima / Vivian Cunha          |
| 7     | Heather Bansley / Elizabeth Maloney |

Bei der letzten Veranstaltung des Jahres fehlten die Gesamtsiegerinnen Larissa/Juliana ebenso wie die Zweiten May-Treanor/Walsh. Schweizer Teams waren nicht am Start, die einzigen Österreicherinnen Hansel/Montagnolli gewannen ein Spiel im Hauptfeld und belegten am Ende den geteilten siebzehnten Platz. Von den beiden deutschen gestarteten Paaren scheiterten Hüttermann und Schillerwein in der zweiten Qualifikationsrunde, während Jana Köhler und Julia Sude gesetzt waren. Die Sportlerinnen aus der Bundesrepublik erreichten mit drei Siegen und einer Niederlage gegen die an Nummer eins gelisteten Chinesinnen Xue Chen/Zhang Xi das Achtelfinale, unterlagen dort den Brasilianerinnen Lima und Cunha und wurden Neunte. Die Asiatinnen erreichten ungeschlagen die Vorschlussrunde, besiegten hier Bawden/Palmer aus Australien und im anschließenden Finale die US-Amerikanerinnen Kessy/Ross, die zuvor Cicolari/Menegatti ausgeschaltet hatten. Die Italienerinnen gewannen das Spiel um den dritten Platz und erhielten die Bronzemedaille.

## Auszeichnungen des Jahres 2011
| FIVB Tour Champion    | Larissa França / Juliana Silva |
| Team of the year      | Larissa França / Juliana Silva |
| Most Outstanding      | Juliana Silva                  |
| Sportsperson          | Juliana Silva                  |
| Top Rookie            | Britta Büthe                   |
| Most Inspirational    | Kerri Walsh                    |
| Most Improved Player  | Marta Menegatti                |
| Best Blocker          | Kerri Walsh                    |
| Best Hitter           | April Ross                     |
| Best Offensive Player | Laura Ludwig                   |
| Best Server           | April Ross                     |
| Best Setter           | Larissa França                 |
| Best Defensive Player | Misty May-Treanor              |